# ألفريدو رودريغيز دافيلا
ألفريدو رودريغيز دافيلا هو سياسي مكسيكي، ولد في 12 أغسطس 1969 في مونتيري في ولاية نويفو ليون. نشط حزبياً في حزب العمل الوطني. وقد انتخب عضو مجلس النواب المكسيك ‏.